# 중화민국의 정치

중화민국의 국장

중화민국은 민주적인 공화국이다. 총통이 국가의 최고 지도자이고 행정원장이 정부의 수반직을 맡고 있는 간접 민주주의이며 다당제를 채택하고 있다. 행정부가 국가 정책들을 집행하며, 입법권은 주로 중화민국 입법원에 있지만 정부의 통제를 받는다. 사법권은 행정권과 입법권에서부터 독립되어 있다. 현재 중화민국의 입법원은 주로 중화인민공화국과의 긴밀한 관계를 선호하는 중국국민당과 대만의 독립을 주장하는 민주진보당으로 양립되어 있다.
현대 중화민국은 타이완섬, 펑후현, 푸젠성의 일부 지역, 그 외 몇몇 작은 섬들로 구성되어 있다. 중화민국의 주요한 도시들은 가오슝, 신베이, 타이중, 타이난, 타이베이, 타오위엔이며, 나머지 지역들은 3개의 시와 13개의 현들로 나누어져 있다.
본래 중화민국에서는 1986년 이전까지 중국국민당 일당독재체제였으며, 타 정당의 집권은 불가능했지만 이후 민주화되면서 타정당의 집권이 가능해졌다. 현재 중화민국의 집권 정당은 민주진보당이며, 현임 총통은 라이칭더이다. 제1야당은 중국국민당이다. 최근에는 대만기진, 시대역량 등의 신생 정당들이 등장하여 국민당을 제치고 최대 야당으로 자리 잡고 집권 민주진보당 와 경쟁하려 하고 있다.

## 개요
중화민국은 1947년 제정된 중화민국의 헌법을 기반으로 하는데, 이 헌법은 중화민국이 국공내전에서 패배하여 타이완섬으로 쫓겨나기 전, 즉 한때 중국 전체를 지배했던 시절에 제정된 것이다. 이 때문에 1991년 헌법에 몇몇 수정조항들이 추가되었으며, 사법부 판례 해석에서도 중화민국이 현재 헌법 상 내용보다 훨씬 더 적은 영토를 차지하고 있다는 것을 간접적으로 인정하는 내용이 종종 보인다.
현재 타이베이에 소재하고 있는 중화민국은 중화의 정통 후예를 자처하며 현 중화민국 정부가 타이완섬과 중국 본토, 외몽골 지역을 포함한 모든 중국 지역의 합법적인 정부라고 주장한다. 다만 중화민국이 1949년 타이완섬으로 넘어올 때 대부분의 행정 시스템을 바꾸었으며, 상당한 수의 법률들을 국가의 규모와 상태에 맞게 변화시켰다. 1991년 리덩후이 총통은 '공산주의자들이 중국 본토를 점유하고 있는 것에 대하여 의심하지 않는다.'라고 발언하며 비공식적으로 중국 본토에 대한 점유권 주장을 포기하였으며, 현실적으로도 중국 본토를 수복하자는 주장이 힘을 잃으며 이와 같은 현상이 지속되고 있다. 다만 입법원에서는 공식적으로는 헌법에 명시된 중화민국의 영토를 중국 전체를 아우르는 것으로 표기하고 있는데, 이는 만약 이를 바꿀 경우 이 조치가 국민들과 중국 공산당에게 대만 독립의 전조로 비칠 것을 우려하기 때문이다. 중화인민공화국은 만일 중화민국이 완전한 독립을 선언할 경우 반분열국가법을 적용하여 전쟁도 불사할 것이라고 여러 차례 협박한 바도 있다. 이후 중화민국의 입법부와 사법부, 그리고 행정부는 공식적으로 국경과 정체성에 대하여 구체적으로 말한 적이 없고, 총통과 고위 공직자들도 이 사안에 대하여 함부로 말하기를 꺼려한다.

## 정치사

중화민국 초기 깃발인 오색기

### 중국 대륙 시기 (1911년 - 1949년)
중화민국이 대륙에 거점을 두고 중국 대부분 지역을 통치하던 시절, 중화민국은 삼민주의(三民主義)에 바탕을 둔 입헌공화제를 정체(政體)로 하는 공화국이었다. 삼민주의는 민족주의(民族主義), 민권주의(民權主義), 민생주의(民生主義)로 이루어져 있다. 여기에서 민족주의란 배타적이고 편협적인 의미의 민족주의가 아니라, 청나라의 만주족과 일본 제국, 서구 열강 세력들에 대항하는 진취적인 중국 민족주의자들을 의미한다. 민권주의는 아시아 최초로 근대화를 성공시킨 일본에서 본을 따왔으며, 민생주의는 당시 유행하던 사회주의 사상에서 받아들였다. 삼민주의 이외의 주요 정치 강령으로는 오족공화(五族共和)가 있는데, 이는 중국 대륙을 이루는 5개의 주요 민족들을 통합하기 위해 내세운 것이었다. 이 사상을 깃발로 표현한 것이 오색기인데, 이 사상과 국기 모두 1928년에 폐기되었다.
중화민국의 주요 강령은 삼민주의였으나, 중국의 당시 혼란스러운 사회상 탓에 이 이념은 거의 버려지다시피 하였다. 당시 중국 대륙에서는 군벌들이 득세하였으며, 외세들이 끊임없이 침략했고 내전이 끊임없이 일어났다. 중화민국은 선거를 통하여 지도자들을 선출하고 법률들을 만들었으나, 실제로는 여당인 국민당이 주 세력을 장악하고 모든 야당들을 비공식적으로 탄압하는 형식이었다. 중앙 정부의 권력이 약했으므로 사회 재분배나 빈부격차 해소도 당연히 제대로 이루어지지 못했으며, 이 시기 중화민국은 민주주의보다는 일본군과 맞서 싸우는 동시에 중국 공산당과 신경전을 벌이는 것에 더 관심이 깊었다.

중화민국(대만)의 국기

### 대만 (1949년 - 현재)
1975년 중화민국의 독재자 장제스가 타계하자 2인자였던 옌자간이 권력을 승계하여 1975년부터 1978년까지 총통직을 맡았다. 허나 실질적인 권력은 수상이자 국민당 당수, 장제스의 아들이던 장징궈가 갖고 있었다. 장징궈가 1978년부터 1988년까지 총통으로 재직하는 동안 독재 정권이었던 중화민국도 점차 점진적인 민주정으로 변해가기 시작하였다.
1949년 이래 계속되어 온 계엄령이 1987년 7월 해제되었다. 이후 국민당에 대항하여 민주진보당이 창당되었고, 그동안 정치에 참여하지 못했던 정치 주체들의 참여가 허가되었다. 1988년 장징궈가 사망하자 리덩후이가 국민당의 당수이자 첫 타이완섬에서 태어난 총통이 되었다. 1996년 리덩후이는 중화인민공화국의 미사일 발사 시험 등의 위협을 겪은 이후에도 최초로 민주적인 선거를 통하여 총통에 당선되는 데에 성공했다.
2000년 민주진보당의 천수이볜이 총통에 당선되며 중화민국 역사상 최초로 민주적이고 평화로운 정권 교체가 이루어졌다. 이로 인하여 국민당의 권력 독점 체제가 무너졌으며, 국민당의 장기 집권이 끝났다.
2004년 대선에서 천수이볜은 선거 직전 총탄을 맞으며 암살 미수를 당했고, 이같은 위협에도 불구하고 0.2%의 득표율 차이로 총통에 재당선되었다. 국민당은 선거 결과에 불복하며 다시 재검표를 해보아야 한다고 주장했고, 집회와 시위들을 벌이며 사법부에 공식적으로 항의 서한을 보냈다. 허나 사법부는 선거가 공정하고 민주적으로 치러졌다는 이유로 재검표를 허가하지 않았다.
천수이볜 총통의 집권 기간 동안 대만의 독립을 지지하는 민주진보당의 범록연맹은 중국과의 통일을 원하는 국민당 주도의 범람연맹에게 국회 다수당의 지위를 빼앗기며 점차 세력이 약화되었다. 이때문에 2008년 대선에서 국민당 당적의 마잉주 총통이 당선되었고, 중국 대륙 본토와의 연계가 더 높아졌다. 마잉주 정권은 상대적으로 친중국 성향의 정책들을 펼치며 2012 대선에서도 재선하는 데에 성공했고, 역사적인 양안 정상회담을 2015년에 개최하며 평화 분위기를 이끌어내었다. 하지만 이후 실정을 연발하며 여론이 악화, 책임론이 부상하며 결국 민주진보당의 차이잉원 후보가 2016년 대선에서 승리하였다. 이후 민주진보당의 반중국적, 독립적 정책들이 실시되자 중국 본토와의 관계는 급속도로 나빠졌다. 중화인민공화국은 경제적, 외교적 방법으로 차이잉원 정권을 압박하였으나, 이는 오히려 중화민국 국민들의 적대감만 키우는 역효과를 낳았고 결국 2020년 총통 선거에서 차이잉원 총통이 재선에 성공했다.

## 정부

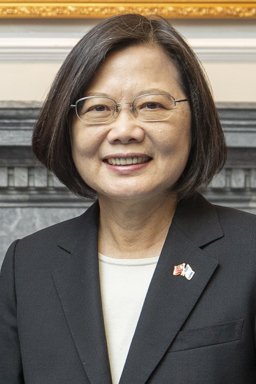
차이잉원 총통

### 총통
중화민국 총통은 국가원수이자 중화민국 국군의 최고 통수권자이다. 총통은 입법원, 행정원, 사법원, 감찰원, 고시원 모두에 막대한 영향력을 행사하며 국가를 대표하는 존재이기도 하다. 1996년까지는 국민대회의 간접선거 방식으로 선출되었으나, 1996년부터는 직접 선거로 대체되었다. 총통의 임기는 4년 중임제이다. 총통의 권한에는 다음과 같은 것들이 있다.
- 중화민국군 통수권
- 조약 체결 및 선전, 강화
- 특사, 대사, 복권
- 감찰원장, 고시원장, 사법원장, 심계원장 임명권
- 행정원장 임명 및 해임권
- 입법원 해산권
- 법률공포권 및 명령발포권

### 입법원
중화민국 입법원의 모태인 국민 대회는 1928년, 장제스가 북벌을 마무리하고 난징에 국민정부를 세운 후 처음으로 설립되었다. 후한민이 의장, 린썬이 부의장을 맡았으며 임기는 2년이고 정원은 49명이었다. 하지만 당시 중국 대륙에서는 군벌들이 세를 키우고 있는 혼란스러운 상황이었고, 제대로 된 선거를 치르지 못할 형편이었기에 의원 49명 모두가 정부에서 임명한 인사들이었다. 이들은 제대로 된 선거를 거쳐 당선된 의원들이 아니었고, 실제로 이후에도 중일전쟁 등의 이유로 선거를 치르지 못하며 임기가 14년에 이르는 경우가 있기도 했다. 이들은 형법과 민법 등을 제정해 법치국가의 근간을 놓았으나, 실제로 민의를 대변하지는 못하였다.
중화민국은 1946년에 헌법을 처음으로 제정했고, 헌법 제정과 동시에 중화민국 입법원이 공식 출범했다. 쑨원이 주장한 오권분립 사상의 일환으로 창설된 입법원은 국민대회의 하부기관으로 작동하며 입법권을 가졌다. 이 당시의 의원 정수는 중국 대륙 전역을 대표하여 총 759명이었다.
1948년, 초대 입법의원을 뽑은 이후, 동원감란시기임시조관으로 인하여 선거가 중단되었고, 1949년에는 패색이 만연해진 중화민국이 대만 섬으로 패주함에 따라 더 이상 정상적인 선거를 치를 수 없는 형편이 되었다. 이 과정에서 380여 명의 입법위원들이 장제스를 따라 대만 섬으로 옮겨갔다. 본디 초대 입법위원들의 임기는 1951년에 만기되었어야 했으나, 이미 독재자의 길을 걷고 있던 장제스는 이를 무시하고 '전국에서 선거를 치르는 것이 불가능하니 현임 의원들의 임기를 1년 연장한다'라는 내용의 조치를 취하였고, 이같은 조치가 7번 더 취해진 이후에는 1959년에 사법원에서 아예 정상적인 선거 불가능의 이유로 임기를 무제한으로 바꾸어버렸다. 중화민국에는 1969년부터 선거를 치르기는 하였으나, 국민당과 관제 야당이 아니라면 제대로 참여가 불가했고 1986년 총선 때부터 계엄령이 풀리기 시작하며 민주적인 선거 제도가 제대로 작동하기 시작했다. 이때부터 민주진보당이 입법원에서 의석을 차지하기 시작한 것이다. 1980년대, 1990년대 초반 입법회는 국민 대회와 함께 양원제와 비슷한 기관이었으며, 국민 대회가 상원의 역할을, 입법회는 하원의 역할을 맡고 있었다.
2000년 4월, 헌법 개정이 이루어져 국민대회의 의원들이 자신들의 지위를 포기하고 더 이상 국민대회 의원을 선출하지 않기로 합의했다. 2005년에는 천수이볜 정부에서 탄핵권, 헌법 개정권 등을 비롯한 핵심권한들을 국민대회에서 입법원으로 옮겨가며 의회의 역할을 입법원으로 전환시키는 작업에 착수했다. 헌법을 개정하기 위해서는 의회 정원의 4분의 3 이상이 동의해야 하며 입법회를 통과한 이후에는 국민투표에서 적어도 유권자들 중 50% 이상의 동의를 얻어야만 가능하다. 현재 중화민국 입법원의 정원은 총 113명이다.

### 행정원
중화민국 행정원은 행정원장 1인, 부원장 1인, 비서장 1인, 부비서장 2인, 몇몇 정무 위원, 각 부처 부장/부서장 및 상무차장 또는 정무차장, 주임위원들로 구성된다. 중화민국 총통은 행정원장의 조언을 받으며 국정을 처리하는 것이 원칙으로 되어 있을 정도로 막강한 권력을 가지고 있다. 중화민국의 행정원장은 총리급에 해당하는 직위이며, 총통이 임명하며 영어 표기로는 수상을 뜻하는 Premier를 쓴다. 행정원장은 부원장, 비서장, 부비서장, 정무 위원, 부장/부서장, 위원회 주임, 행정원 대변인, 중앙 은행 총재, 국립고궁박물원장 등의 후보자들을 제청하여 총통의 승인하에 이들을 신임하여 내각을 구성한다. 다만 독립적인 위원회들, 예를 들어 선거관리위원회 등의 경우에는 입법원의 결재를 받아야만 임명이 가능하며 주어진 임기를 보장받으며 중립성을 보장받는다.
본디 행정원장 임명권에 입법원의 동의가 필요했으나, 1997년 헌법 수정으로 인하여 이 권한이 전적으로 총통에게 넘어갔다. 허나 지금도 총통이 행정원장 임명시에는 입법원의 견제를 어느 정도 받으며, 행정원장에 대하여 불신임장을 제출할 수도 있다. 또한 입법원의 다수당이 불허하는 인사를 총통이 강압적으로 무작정 행정원장에 임명하는 것도 관례에 어긋나는 행동이다. 관례적으로 새 입법원 선거가 치러진 직후, 입법원 구성 결과와는 상관없이 내각 구성원들은 총통에게 사직서를 제출한다.
행정원 내각은 국무회의에 해당하는 중화민국 행정원회의(中華民國行政院會議)를 통하여 국가 중대 정책들을 결정한다. 행정원장, 부원장, 각 부처의 부장, 정무위원은 의무적으로 참석해야 하며 그 외의 필요하다고 생각되는 인사들, 내각 구성원들, 직할시 시장 등이 이 자리에 참여한다.

### 사법원
중화민국 사법원에는 15명의 대법관들이 있으며, 이들은 입법원의 동의를 얻어 총통이 임명한다.
중화민국은 여타 민주주의 국가들과 마찬가지로 최고법원-고등법원-지방법원의 삼심제를 택하고 있다. 사법원의 대법관의 경우 이들이 헌법 해석 및 법 해석 통일, 위헌정당 해산, 총통/부총통 탄핵 결의 심사 등도 진행하므로 헌법재판소의 기능도 동시에 가지고 있다. 최고법원까지 상고된 일반적인 소송에 대해서는 따로 임명된 최고법원의 법관이 판결하므로 최고법원은 상고법원으로서의 성격도 동시에 지니고 있다. 사법부의 수장인 사법원장도 최고법원의 원장이 아니라 대법관들 가운데에서 능력이 출중한 자를 뽑아 선임한다. 대법관은 총 15명이며, 임기는 8년이다. 아울러 행정소송은 삼심제가 아닌 이심제가 적용되기에 행정법원이 일반 법원과 분리되어 있다.

### 감찰원
감찰원은 공무원들을 감찰하며 제대로 된 업무처리가 이루어지는지 감시한다. 29명의 인원으로 구성되어 있으며, 입법원의 허가를 받아 총통이 임명한다. 임기는 6년이다. 최근 들어서는 감찰원의 업무 범위가 확대되는 등 크게 활성화되었으며, 여러 탄핵안들과 주요 사안들을 처리하였다. 현재의 감찰원장은 왕천선이다.

### 고시원
고시원은 공공 서비스를 전담하며, 크게 2개의 부로 나뉘어 있다. 하나는 공무원들을 채용하는 고시부이고, 나머지 하나는 인사부로 공공 서비스 분야를 책임진다. 총통이 고시원장을 임명하며, 현재의 고시원장은 우진린이다.

## 선거

### 정당
2015년 기준, 중화민국에는 총 277개의 정당들이 존재한다. 2000년 대선과 2001년 총선 이후부터 중화민국의 정치 지형이 요동치며 수많은 정당들이 탄생하였는데, 이 정당들은 크게 범람연맹과 범록연맹으로 구분이 가능하다. 범람연맹은 중국 본토와의 연계와 통합을 선호하며, 국가의 정체성을 중국에 뿌리를 둔다. 한편 범록연맹은 국가의 정체성을 대만 섬에 두며, 중국 본토와의 통일을 반대하고 대만 독립을 선호한다. 중화민국의 복잡한 정당 제도는 입법원 선거에는 단기 비이양식 투표 제도를 쓰고, 행정원 선거에는 다수대표제를 쓰는 등 일원화되지 않은 투표제도와도 상관이 있다. 참고로 단기 비이양식 투표 제도란 유권자가 후보 1명에게만 투표를 하고 가장 많은 후보자 순으로 해당 선거구에 배정된 당선자 수 만큼 당선되는 제도를 뜻한다. 2008년부터 시작한 단기 비이양식 투표 제도는 정당의 후보들 개인들의 면모보다는 정당 자체의 지지율의 중요성을 심화시켰다. 이는 일본의 선거 제도와도 상당 부분 유사한 면이 있다.
현재 범람연맹은 중국국민당과 친민당이 이끌고 있으며, 범록연맹은 민주진보당이 이끌고 있다. 범람연맹을 상징하는 색인 푸른색은 국민당의 당색이며, 범록연맹을 상징하는 색인 초록색은 민주진보당의 당색이다.

#### 민주진보당
1986년 이후 민주화가 진전되자 국민당의 권력 독점은 무너지기 시작하였다. 1986년 이전의 선거들에는 무소속 후보들이 나와 개인적으로 국민당 후보들과 맞서야 했지만, 개인전으로는 도저히 국민당을 이기기 힘들었던 무소속 후보들은 모여 국민당에 대적할 새로운 야당을 만들기로 합의하였다. 이후 중화민국에서 처음으로 창당된 야당이 바로 민주진보당이다. 당시 법에는 야당의 활동을 제약하는 내용들이 차고 넘쳤으며 제대로 된 야당의 존재도 허락치 않았으나 민주진보당은 이에 굴하지 않았고 결국 1986년 총선에서 20%가 넘는 득표율을 보이며 사람들의 지지를 얻어내는 데에 성공했다.
1989년 통과된 시민단체법으로 인해 민주진보당은 공식적인 야당으로 인정되었다. 이후 민주진보당의 세는 갈수록 커져갔으며 1992년 입법원 선거에서는 161석 가운데 51석을 차지했다. 이는 당시 국민당의 의석 수의 절반에 해당하는 의석이기는 하였으나, 민주진보당이 원내 주요한 정당으로 떠오르는 데에는 아무 문제가 없었다. 1994년 12월 타이베이의 시장 선거에서 승리한 민주진보당은 점차 이미지를 알리기 시작했고 1995년 총선에서도 157석 가운데 45석을 얻어내며 상대적으로 선전했다. 1997년 지방 선거에서는 23개의 선거구들 중에서 12개의 선거구에서 승리하고 43%의 득표율을 거둠으로써 처음으로 국민당을 상대로 승리를 거두었다.
민주진보당의 지지자들은 대부분 장제스가 국부천대 때 도망쳐 오기 전부터 대만에 살았던 본성인들이다. 민주진보당은 중화민국이 더 이상 중국 본토에 뿌리를 두고 있는 국체가 아니라, 대만공화국으로 변했으며 이에 맞추어 새로운 정체성을 확립해야 한다고 주장한다. 한편 민주진보당 내에서도 대만 독립에 관하여 급진파와 온건파가 나뉘면서, 온건파들은 민주진보당에 남았고 급진파들은 대만 독립당을 새로이 창당해 나갔다.

#### 중국국민당
중국국민당은 1986년 전까지 중화민국의 권력을 독점했으며, 당시 국민당의 당수는 중화민국의 총통과 거의 비슷한 자리였다. 수많은 고위 각료들이 국민당에 소속되어 있었으며, 최전성기에는 2백만 명이 넘는 당원들과 612억 신 대만 달러가 넘는 재산을 보유하기도 하였다. 이는 당시 세계에서도 손꼽히는 액수였으며, 국민당은 세계에서 가장 부유한 정당이기도 하였다.

#### 친민당
중국국민당에서 갈라져 나온 인사들이 모여 창당한 자유주의 보수우파 정당이다. 보편적인 중도 정당을 추구하며, 중국과의 재통일을 지지하는 범람연맹에 속해있는 주요 정당들 중 하나이다.

## 국가 정체성
대략 중화민국 인구의 84%가 1661년에서 1895년까지 대만 섬으로 건너온 한족들로 이들을 본성인이라고 칭한다. 이외로는 장제스가 국부천대하며 1940년대와 50년대에 함께 건너온 본토 중국인들인데, 이들을 외성인이라고 부른다. 대만 섬과 중국 본토는 거의 몇 천년 동안 통일된 정부 하에서 비슷한 문화를 공유하며 살고 있었으나, 이후 외세의 간섭, 혼란스러운 중국 내부 상황, 부정부패, 집권 체제의 부재와 같은 이유들로 점차 달라지기 시작했다. 현재 대만 섬의 중화민국과 대륙을 차지한 중화인민공화국은 서로의 정통성을 부정하며 강한 기싸움을 벌이고 있으며, 이는 아직도 현재진행형이다. 중화민국이 민주화된 이후에는 과연 중화민국을 중국 대륙을 뿌리로 하는 공화국인지, 아니면 대만 섬을 차지하고 있는 자체적인 공화국인지에 대하여 토론이 활발하게 이루어졌다. 범록연맹은 대만의 독립과 자주자치를 요구, 선호하며 범람연맹은 중국의 정체성과 중화민국이 동일함을 주장하며 본토와의 통일을 선호한다. 한편 범람연맹은 주장의 강경도를 일부 완화하여 중화민국이 대만과 중국의 특성이 섞인 나라라고 주장하기 시작하고 있다. 다만 중국 본토와의 통일의 문제에는 입장 변화가 없다.
2009년 3월 조사결과에 의하면, 49%의 응답자들이 자신이 대만인이라고 생각했으며, 44%의 응답자들이 자신들이 대만인과 중국인에 동시에 속한다고 생각했다. 오직 3%에 달하는 응답자만이 자신이 중국인이라고 답했다. 또다른 조사 결과에는 82.8%의 응답자들이 대만의 중화민국과 본토의 중화인민공화국이 서로 다른 나라라고 여기고 있으며, 다른 발전 과정을 거치고 정체성도 완전히 다른 나라라고 답했다. 특히 18세에서 29세 사이의 젊은 응답자층에서는 75%에 달하는 응답자들이 자신이 완전한 대만인이라고 여긴다는 결과가 나옴으로써, 젊은 층으로 갈수록 점점 중국과의 동질성이 약화되고 있음을 알 수 있다.
자신의 정체성이 무엇이라고 생각하냐고 물은 질문에 답한 중화민국 국민들의 응답
| 조사                                                     | 대만인 | 중국인 | 대만인과 중국인                      |
| -------------------------------------------------------- | ------ | ------ | ------------------------------------ |
| 2008년 4월, 행정원 조사, 발전, 평가 위원회 의뢰 여론조사 | 67.1%  | 13.6%  | 15.2%                                |
| TVBS 여론조사 (2008년 6월)                               | 45%    | 4%     | 45%                                  |
| 커먼웰스 잡지 (2009년 12월)                              | 62%    | 8%     | 22%                                  |
| 국립 정치 대학 (2010년 6월)                              | 51.6%  | 3.8%   | 40.4%                                |
| TVBS 여론조사 (2009년 3월)                               | 72%    | 16%    | 선택지에 관련 문항이 존재하지 않았음 |
| TVBS 여론조사 (2009년 3월)                               | 49%    | 3%     | 44%                                  |

## 중화인민공화국과의 관계
1997년 2월 23일 49년 국공내전 이후 처음으로 중화민국과 중화인민공화국간 선박직항이 이뤄진 데이어 중화인민공화국이 4월 샤먼 해양해운 등 중국내 6개 해운회사에 중화민국과의 직접운항을 허가함에 따라 중화인민공화국 푸젠성 샤먼, 푸저우와 중화민국 남부 가오슝항을 연결하는 행운직항로가 공식개통. 지난 반세기 동안 금지해왔던 중화인민공화국으로부터의 여객선직항을 1999년 5월부터 완화했다. 그리고 2000년 1월 양안간 무역 및 교류촉진방안의 일환으로 중국본토 여행금지법을 완화해 중간급 경찰관의 본토친지방문도 전력 허용했다. 그러나 중화민국 정부는 당국의 허가를 받지 않고 중국 대륙에 불법투자한 중화민국 기업을 제재할 방침이라고 밝히는 등 양안 관계가 큰 폭으로 진전되지는 않는 편이다. 98년 10월 샤호완창 행정원장은 기업인들의 본토투자 규제 완화 요구에도 불구, 규제방침을 고수할 것이라고 천명했다. 샹오 행정원장은 중화인민공화국 정부가 중화민국에 대한 비합리적이고 비현실적인 방침을 포기하지 않는 한 중화민국 정부와 기업가들은 필요한 ‘경제방위선’을 유지할 책임이 있다고 주장했다. 리 총통은 96년 말 지나친 대륙경제의존도를 우려, 인내심을 갖고 천천히 해 나가는 방침을 촉구했다.경제부는 1997년 하이테크와 기간 산업, 5,000만달러 이상 규모 사업에 대한 중국대륙 투자를 금지했다. 타이완의 3만 5,000여 기업인은 현재 합법 또는 비합법적으로 300억달러 이상을 중국대륙에 투자해 온 것으로 추정된다. 1997년 7월1일 홍콩이 중화인민공화국으로 반환돼 사상 초유의 일국양제의 실험에 들어간 가운데 리덩후이 총통은 중화인민공화국이 타이완 통일의 기본 방침으로 제시한 일국양제방안에 대해 실현 불가능한 것으로 일축하였다. 홍콩의 중화인민공화국 반환을 전후해 중화민국과 중화인민공화국 양측은 모두 대규모 군사훈련을 단행했다. 1999년 11월 중화인민공화국은 타이완과 지근거리에 있는 푸젠성 산유(仙遊)현에 M11∼Mod2 단거리 미사일 기지를 새로 건설하였다. 1998년 10월 상하이에서 중화민국－중화인민공화국 관계정립에 새 계기가 마련될 것이라는 기대 속에 양측간 최고위급 대화인 제 2차 ‘왕－구회동’이 개최되었다. 이것은 1993년 4월 싱가포르에서 중화인민공화국의 왕다오한 해협양안관계협회 회장과 중화민국의 구전푸 해협교류기금회 회장이 분단 40여년만에 최고위급회담을 개최한 지 5년만에 재개되었다. 중화민국은 두 사람의 만남을 ‘회담’이 아닌 ‘회동’또는 ‘접촉’ 등으로 의미를 축소하는 등 두 번째 왕－구 회동은 상호이견을 확인하는데 그쳤을 뿐 양안관계의 돌파구 역할에는 실패했다. 10월 28일 중국 에어 차이나소속 보잉 737여객기가 베이징을 이륙, 쿤밍으로 향하던 중 위앤빈기장에 의해 타이베이로 피랍돼 중정공항에 착륙했다. 샤오 행정원장은 여객기 납치는 국제적으로 비난받아 마땅한 범죄행위라면서 납치법을 타이완 국내법에 따라 처리할 것이라고 밝혔다.

## 같이 보기
- 중화민국의 총통
- 국부천대
- 중화민국의 헌법
- 삼민주의
- 중화민국의 정당